# Epidendrum ventricosum
Epidendrum ventricosum är en orkidéart som beskrevs av John Lindley. Epidendrum ventricosum ingår i släktet Epidendrum och familjen orkidéer. Inga underarter finns listade i Catalogue of Life.